# Estery kyseliny kyanaté

Obecný strukturní vzorec esteru kyseliny kyanaté

Estery kyseliny kyanaté (též kyanátové estery) jsou organické sloučeniny odvozené od kyseliny kyanaté náhradou jednoho atomu vodíku organylovou (například arylovou) skupinou, za vzniku molekuly se vzorcem R-O-C≡N, kde R je organyl.

## Použití

Strukturní vzorec kyanátového esteru bisfenolu A, složky kyanátových pryskyřic

Kyanátové estery lze zpracovávat zahříváním, jak za vysokých teplot, tak i, za přítomnosti katalyzátorů, za nižších teplot. Nejčastěji se jako katalyzátory používají komplexy kobaltu, mědi, manganu a zinku. Vznikají tak termosety s velmi vysokými teplotami skelného přechodu (až 400 °C) a nízkými relativními permitivitami, díky čemuž jsou stálé i za vysokých teplot, odolné vůči ohni a tak i vhodné pro plošné spoje. Díky omezenému pohlcování vlhkosti a lepší průrazuvzdornosti oproti epoxidovým pryskyřicím jsou využitelné v kosmickém průmyslu.
Při zpracovávání dochází k trimerizaci, kdy se spojují tři CN skupiny do triazinových kruhů. Monomer obsahuje dvě kyanátové skupiny, ale trimer tvoří trojrozměrnou polymerní síť. Vlastnosti termosetových polymerních matric lze upravovat změnami substituentů navázaných na bisfenoly. Nejrozšířenější je bisfenol A, používají se též bisfenol F a bisfenol E. Na aromatické kruhy bisfenolů mohou být navázány allylové skupiny. Estery kyseliny kyanaté lze také mísit s bismaleimidy nebo epoxidovými pryskyřicemi.